# Athanase Clouzard
Jacques Joseph Athanase Clouzard (* 17. Juni 1820 in Saint-Clément (Yonne); † 7. Februar 1903 ebenda) war ein französischer Glasmaler, Fotograf und Verleger von Fotografien. Er spezialisierte sich auf Stereo-Fotografien und entwickelte ein Verfahren zum Kolorieren von Glasplatten-Stereoskopien.

## Lebensweg
Athanase Clouzard wurde 1820 in Saint-Clément im Département Yonne geboren. Er war spätestens ab 1844 Glasmaler. Nachdem Claude Félix Abel Niépce de Saint-Victor im Jahr 1847 ein Verfahren zur Erstellung von Fotografien auf Glas entwickelt hatte, suchte Clouzard nach einer Möglichkeit, mehrfarbige Fotografien zu erzeugen. Am 11. November 1851 gründeten Athanase Clouzard, Louis This, Alfred Sarrault und einige andere ein Unternehmen mit dem Namen Sarrault et Cie, das an einer eigenen Methode zur Übermalung von Fotografien auf Glas arbeitete, die dem Verfahren des französischen Fotografen Charles Soulier (ca. 1840 – ca. 1876) ähnelten. Im August 1853 verließ Alfred Sarrault das Unternehmen; stattdessen trat Charles Soulier in das Unternehmen ein, das in „This, Soulier, Clouzard et Cie“ umbenannt wurde. Ebenfalls im August 1953 meldet diese Firma ein Verfahren zum Patent an, nach dem stereoskopische Glasplattenfotos farbig übermalt und dadurch eingefärbt werden können. Bereits im Jahr 1854 wird das Unternehmen an die deutsche Firma Bernard, Voigt et Cie. verkauft. Athanase Clouzard und Charles Soulier gründen jedoch ein neues Fotounternehmen, diesmal ohne Louis This. Im Mai 1854 eröffneten Athanase Clouzard und Charles Soulier ihr Fotogeschäft in Paris in der Rue Saint-André-des-Arts 47 und begannen mit der Aufnahme und dem Verkauf ihrer eigenen Stereobilder. Bereits 1854 begannen sie, den französischen Optiker Louis Jules Duboscq (1817–1886) mit Stereoskopien zu beliefern. 1856 zogen sie dann in ein neues Ladenlokal in der Rue des Grands Augustins 28 um.
Eine ihrer wichtigsten Neuerungen war die Entwicklung einer Methode zur Herstellung von Glas-Stereobildern, die aus nur zwei Glasscheiben bestanden. Dadurch wurden solche Stereo-Fotos sowohl billiger als auch leichter. Alle großen Hersteller von Glas-Stereoskopien haben diese Methode übernommen.
Einer der wichtigsten Konkurrenten für Soulier und Clouzard bei der Herstellung von stereoskopischen Fotografien auf Glas war Claude-Marie Ferrier (1811–1889).
1855 nahmen Soulier und Clouzard an der Weltausstellung Paris 1855 teil und erhielten eine Silber-Medaille für ihre Arbeit. Im Jahr 1857 erhielt die Firma eine weitere Medaille auf einer Kunstausstellung in Brüssel.
Von circa 1850 bis etwa 1857 fotografierte Clouzard vor allem in Paris.
Bis 1859 besaß die Firma mehr als 700 fotografische Ansichten von Frankreich, Deutschland, Österreich und Spanien.
Am 9. Juni 1859 verkaufte Clouzard seinen Anteil an der Firma und die Rechte an der gesamten Sammlung von Stereobildern an Soulier.
Clouzard beschäftigt sich jedoch weiterhin mit der Fotografie und betrieb von 1860 bis 1879 eine Fotografenstudio im Boulevard de Strasbourg 24–26. Im Jahr 1860 verklagte ihn sein ehemaliger Partner Soulier vor Gericht. Er behauptet, Clouzard habe eine Aufnahme von Prag gemacht, die einem Foto aus ihrer alten Sammlung zu ähnlich sei. Da Clouzard ihm seine Rechte an allen früheren Bildern verkauft habe, so Soulier, stehe es Clouzard nicht mehr zu, eine so ähnliche Ansicht zu verkaufen. In seiner Entscheidung wies das Gericht Souliers Rechtsauffassung zurück und stellte klar, dass es Fotografen freistehe, beliebige Aufnahmen von öffentlichen Gebäuden zu machen, ohne dadurch das Copyright anderer Fotografen zu verletzen, die dasselbe Motiv aus demselben Blickwinkel bereits früher fotografiert und veröffentlicht haben.
Etwa 1867 veröffentlichte Clouzard eine Serie von Stereoskopien unter dem Titel „Belgique (Province de Brabant) / Bruxelles“. Um 1900 arbeitete Clouzard im Kanton Graubünden, u. a. auch im Val Müstair. Den Vertrieb seine Bündner Fotografien übernahm J. Gogel in Chur. Clouzard starb im Jahr 1903.